# بوشنل (نبراسکا)
بوشنل(به انگلیسی: Bushnell) شهری در ایالت نبراسکا کشور ایالات متحده آمریکا است که جمعیت آن در سرشماری سال ۲۰۱۰ میلادی، ۱۲۴ نفر بوده‌است.